# Muurla
Muurla este o fostă comună din Finlanda.